# Semlac
Semlac is een Roemeense gemeente in het district Arad.
Semlac telt 3923 inwoners. De gemeente ligt in het uiterste westen van Roemenië en heeft een bijzondere geschiedenis. Tot het begin van de 20ste eeuw was het dorp voor de helft bevolkt door Duitstaligen. Deze Duitstaligen kwamen in de 17e en 18e eeuw hier wonen nadat de Turken het gebied hadden achtergelaten na een bezetting van 150 jaar. De andere helft van de bevolking werd gevormd door de Roemenen. Dit feit zorgde er mede voor dat in het jaar 1920 het gebied aan Roemenië werd toebedeeld na de Eerste Wereldoorlog en het ineen zijgen van de Oostenrijks-Hongaarse mogendheid.

## Geboren in Semlac
- Helmuth Duckadam (1959-2024), voetballer